# 1857 în literatură
Anul 1857 în literatură a implicat o serie de evenimente și cărți noi semnificative.  

## Cărți noi
- Hans Christian Andersen - To Be or Not to Be
- R. M. Ballantyne
  - The Coral Island
  - Ungava: a Tale of Eskimo Land
- George Borrow - The Romany Rye
- Charlotte Brontë - The Professor
- Wilkie Collins  - The Dead Secret
- Charles Dickens - Little Dorrit
- Alexandre Dumas, père - The Wolf Leader
- Gustave Flaubert  - Madame Bovary
- Catherine Gore - The Two Aristocracies
- Thomas Hughes - Tom Brown's Schooldays
- George A. Lawrence - Guy Livingstone, or Thorough
- Fitz Hugh Ludlow - The Hasheesh Eater
- Herman Melville - The Confidence-Man
- G. W. M. Reynolds - The Necromancer
- Joseph Xavier Saintine - Seul
- Catharine Maria Sedgwick - Married or Single?
- Adalbert Stifter - Der Nachsommer
- William Makepeace Thackeray - The Virginians
- Anthony Trollope - Barchester Towers

## Poezie
- Charles Baudelaire - Florile răului